# رون جيفريز
رون جيفريز (بالإنجليزية: Ron Jeffries)‏ (و. 1939  م) هو عالم حاسوب، ومهندس أمريكي، ولد في واشنطن.